# Текумсе
Текумсе (англ. Tecumseh) — вождь індіанського племені шауні та індіанського племінного союзу, відомого як Конфедерація Текумсе.

## Біографія
Текумсе очолював боротьбу індіанських племен, що жили на північ від річки Огайо, проти захоплення їх земель американськими колоністами. Розробив план союзу західних і південних індіанських племен.
У 1811 році американська військова експедиція розгромила (за відсутності самого Текумсе) його загони. Намагаючись використовувати суперечності між США і Великою Британією, Текумсе під час англо-американської війни 1812—1815 років пішов на союз з англійцями.
Супротивником Текумсе в тій війні був Пушматаха, генерал США і вождь племені чокто.
Загинув у бою на річці Темзі (на території Канади).

## Цікаві факти
Існує легенда про прокляття, вимовлене Текумсе перед смертю. Прокляття полягає в тому, що кожен американський президент, вибраний у рік, що без остачі ділиться на 20, помре або буде убитий до закінчення терміну президентських повноважень. За деякими джерелами прокляття діє тільки до сьомого коліна.
До 250-річчя з дня народження Текумсе в Канаді була випущена ювілейна монета.